# Łobozew Górny
Łobozew Górny – wieś w Polsce położona w województwie podkarpackim, w powiecie bieszczadzkim, w gminie Ustrzyki Dolne.
Miejscowość jest siedzibą rzymskokatolickiej parafii Najświętszego Serca Jezusowego.

## Historia
Założona w 1526 roku.
W połowie XIX wieku właścicielkami posiadłości tabularnej w Łobozewie były Franciszka i Elżbieta Leszczyńskie.
Pod koniec XIX w. jako właścicielka tabularna Łobozewa figurowała Maria Leszczyńska, żona Emila Leszczyńskiego, który także był właścicielem majątku w Łobozewie. Istniał tam dwór rodziny Leszczyńskich (później ulokowano w nim szkołę). Na początku 1896 Emil Leszczyński zbył Łobozew na rzecz Majera Wołoskiego z Wańkowej.
Od października 1939 do sierpnia 1944 wieś była siedzibą urzędu gminy w powiecie sanockim.
W latach 1952–1954 miejscowość była siedzibą gminy Łobozew.
W latach 1975–1998 miejscowość administracyjnie należała do województwa krośnieńskiego.

## Zabytki
We wsi znajduje się kościół drewniany, rzymskokatolicki, pw. Najświętsze Serce Jezusa z 1887. Kościół w XIX i XX wieku przebudowywano, w 2002 gruntownie wyremontowano. Jest to budynek jednonawowy, o konstrukcji zrębowej, dach dwukalenicowy. Strop wklęsły, w kształcie odwróconego kadłuba łodzi, po bokach płaski. Okna zamknięte łukiem ostrym. Wyposażenie współczesne poza krzyżem procesyjnym z XIX w. W pobliżu kościoła dzwonnica drewniana konstrukcji słupowe, szalowana deskami.